# 中村匠吾
中村 匠吾（なかむら しょうご、1992年9月16日 - ）は、三重県四日市市出身の陸上競技選手。専門は長距離走・マラソン。上野工業高校（現・伊賀白鳳高校）、駒澤大学経済学部経済学科卒業。富士通陸上競技部所属。

## 経歴・人物
高校3年時の2010年沖縄インターハイ5000mで3位入賞（日本人2位）。同年10月には5000m高校歴代7位（当時）となる13分50秒38を記録し、5000mで同世代の最高記録保持者となる。しかし、この1カ月後に、翌年から駒澤大学でチームメイトとなる村山謙太が中村の記録を上回る13分49秒45を記録した。同年の高校駅伝では大会直前の怪我をおして強行出場したものの、1区区間44位のブレーキとなった。
駒澤大学入学後しばらくは、前述の故障の影響もあり、同級生の村山らの影に隠れ目立った活躍はなかった。しかし、着実に力を付けていき3年時の2013年関東インカレでは2部10000mで優勝。同年の日本選手権でも10000mに出場し5位入賞を果たした。また、同年のユニバーシアードにハーフマラソン代表選手として出場し、銅メダルを獲得。2014年3月に開催された世界ハーフマラソンにもチームメイトの村山とともに日本代表として出場した。駅伝においても大学三大駅伝のうちの2つ、出雲駅伝・全日本大学駅伝でともに1区を走り区間賞獲得の活躍。三大駅伝残りの1つである箱根駅伝でも1区を走り区間賞はならなかったものの、区間賞を獲得した日本体育大学・山中秀仁から11秒差の区間2位であった。このように大学3年生の1年間は、個人のトラック・ロードレース、また駅伝と多くの場で無類の強さを見せた1年であった。
大学4年時にはチームの主将を務める が、好調だった3年時とは打って変わって不調に悩まされ、レースへの出場も少なかった。それでも秋口からは調子を上げ、全日本大学駅伝では4区を走り区間賞。駒澤大学の同駅伝4連覇に貢献した。4年間の集大成となる第91回東京箱根間往復大学駅伝競走では再び1区を任せられる。終盤何度か先頭集団から振り放されそうになるも、そのたびに粘りの走りで先頭に追いつき、最終的に自らスパートを仕掛けトップで盟友・村山にタスキをつないだ（区間賞）。この区間賞獲得で、中村は三大駅伝のすべてで1区区間賞を獲得したことになった。
大学卒業後は富士通に入社して同社陸上部に所属。入社1ヶ月後の2015年ゴールデンゲームズinのべおかで5000mA組に出場し、13分43秒41の記録で高校以来の自己ベストを塗り替えた。同年9月の第63回全日本実業団対抗陸上競技選手権大会では5000mに出場し、日本人最高位となる6位に入賞した。
2016年元日のニューイヤー駅伝では大学時代から得意としていた1区に出走し、先頭から5秒差の区間6位でタスキリレーした。同年2月の第44回全日本実業団ハーフマラソンでは6位入賞し日本人トップとなり、翌3月に開催された世界ハーフマラソン日本代表に2大会連続で選出された。同年9月の第64回全日本実業団対抗陸上競技選手権大会では5000mに出場し、前年と同じく日本人最高の記録で走り5位入賞した。
2018年3月には第73回びわ湖毎日マラソンに出場し、初マラソンに挑戦した。気温15～20度と季節外れな高温の悪条件だったが、27km付近まで先頭集団についていった。その後優勝争いから後退するも、レース終盤から追い上げる。37Km過ぎで日本人暫定首位ながら極端にペースダウンした窪田忍（トヨタ自動車）を追い越し、38Km付近で並走していた今井正人（トヨタ自動車九州）を突き放す。結果総合7位ながらも日本人ではトップとなり、ゴールタイムは2時間10分51秒と、辛うじてマラソングランドチャンピオンシップ（2020年東京オリンピック男子マラソン選考会）の出場権を獲得した。
2018年9月にはベルリンマラソン（ドイツ）に出場し、2度目のマラソンに挑戦した。同大会で2時間01分39秒の世界新記録で優勝したエリウド・キプチョゲ（ケニア）の超ハイペースには、号砲直後からついていかず、15分丁度前後のイーブンペースを維持。30Km以降はペースダウンしたものの、ゴールタイムは2時間08分16秒と自己記録を2分35秒更新、日本男子トップの4位に入った。
2019年3月の東京マラソン2019に出場し、自己記録更新を目指したものの、冷雨の悪条件もあってか中間点を過ぎてスローダウン、2時間14分台の総合15位（日本人11着）に留まった。
2019年9月にはマラソングランドチャンピオンシップに出場した。スタート直後から独り飛び出した設楽悠太（HONDA・元マラソン日本記録保持者）にはつかずに、後方の第2集団で待機した。37km過ぎで大幅にペースが落ちた設楽を追い抜き、その後は最終盤まで大迫傑（ナイキ・オレゴン・プロジェクト・前マラソン日本記録保持者）、服部勇馬（トヨタ自動車）らと激しく競り合った。39.5km付近で中村がスパートを掛けて抜け出すも、41km付近で大迫に追いつかれた。しかし、再度スパートを掛けて大迫を突き放し、優勝を飾り、2020年東京オリンピック男子マラソン日本代表に内定した（2位は8秒差で服部が入り、中村と共に東京五輪内定。3位は13秒差で大迫）。中村の優勝ゴール後、駒澤大学の恩師・大八木弘明監督が中村に駆け寄り、抱擁して祝福した。
2021年8月8日、2020年東京オリンピック男子マラソンでは2時間22分23秒で62位だった。

## 自己記録
| 種目           | 記録          | 年             | 大会                               |
| -------------- | ------------- | -------------- | ---------------------------------- |
| 5000m          | 13分38秒93    | 2016年09月25日 | 全日本実業団対抗陸上競技選手権大会 |
| 10000m         | 28分05秒79    | 2013年05月11日 | ゴールデンゲームズinのべおか       |
| ハーフマラソン | 1時間01分40秒 | 2020年01月12日 | 高根沢町元気あっぷハーフマラソン   |
| 30 km          | 1時間30分11秒 | 2014年02月16日 | 熊日30キロロードレース             |
| マラソン       | 2時間08分16秒 | 2018年09月16日 | ベルリンマラソン                   |

## 主な戦績

### 主な戦績
| 年   | 大会                                     | 種目           | 順位             | 記録          |
| ---- | ---------------------------------------- | -------------- | ---------------- | ------------- |
| 2008 | 第13回全国都道府県対抗駅伝競走大会       | 2区（3.0 km）  | 区間28位         | 9分05秒       |
| 2012 | 第34回読売犬山ハーフマラソン             | ハーフマラソン | 優勝             | 1時間03分26秒 |
| 2013 | 第16回日本学生ハーフマラソン             | ハーフマラソン | 優勝             | 1時間02分41秒 |
| 2013 | 第97回日本陸上競技選手権大会             | 10000m走       | 5位              | 28分27秒73    |
| 2013 | 第27回夏季ユニバーシアード               | ハーフマラソン | 3位              | 1時間04分21秒 |
| 2014 | 第57回熊日30kmロードレース               | 30 km          | 3位              | 1時間30分11秒 |
| 2014 | 第21回世界ハーフマラソン選手権大会       | ハーフマラソン | 28位             | 1時間01分57秒 |
| 2015 | 第99回日本陸上競技選手権大会             | 5000m走        | 23位             | 13分53秒16    |
| 2015 | 第63回全日本実業団対抗陸上競技選手権大会 | 5000m走        | 6位（日本人1位） | 13分45秒58    |
| 2016 | 第44回全日本実業団ハーフマラソン         | ハーフマラソン | 6位（日本人1位） | 1時間01分53秒 |
| 2016 | 第22回世界ハーフマラソン選手権大会       | ハーフマラソン | 36位             | 1時間04分49秒 |
| 2016 | 第64回全日本実業団対抗陸上競技選手権大会 | 5000m走        | 5位（日本人1位） | 13分38秒93    |
| 2016 | 第57回東日本実業団対抗駅伝競走大会       | 2区            | 区間5位          | 45分19秒      |
| 2017 | 第1回世田谷陸上競技会                    | 5000m          | 13組3位          | 14分30秒13    |
| 2017 | 第1回世田谷陸上競技会                    | 5000m          | 16組26位         | 14分16秒97    |
| 2017 | 第51回織田幹雄記念国際陸上競技大会       | 5000m          | 18位             | 14分36秒09    |
| 2017 | 第101回日本陸上競技選手権大会            | 5000m          | 3位              | 13分50秒91    |
| 2017 | ホクレン・ディスタンスチャレンジ網走     | 10000m         | 7位              | 28分16秒01    |
| 2017 | ボストンハーフマラソン                   | ハーフマラソン | 4位              | 1時間04分50秒 |
| 2017 | 第58回東日本実業団対抗駅伝競走大会       | 2区            | 区間5位          | 45分27秒      |
| 2018 | 第1回世田谷陸上競技会                    | 3000m          | 13組16位         | 8分18秒67     |
| 2018 | 第66回兵庫リレーカーニバル               | 10000m         | 9位              | 28分50秒84    |
| 2018 | 第29回ゴールデンゲームズinのべおか       | 5000m          | 14位             | 13分53秒43    |
| 2018 | 第102回日本陸上競技選手権大会            | 10000m         | 15位             | 29分57秒05    |
| 2018 | 第59回東日本実業団対抗駅伝競走大会       | 4区            | 区間2位          | 27分59秒      |
| 2020 | 第61回東日本実業団対抗駅伝競走大会       | 3区            | 区間4位          | 48分03秒      |
| 2024 | 第65回東日本実業団対抗駅伝競走大会       | 1区            | 区間12位         | 34分00秒      |

### 大学三大駅伝
| 学年               | 出雲駅伝                   | 全日本大学駅伝              | 箱根駅伝                         |
| ------------------ | -------------------------- | --------------------------- | -------------------------------- |
| 1年生 （2011年度） | 第23回 ― - ― 出走なし      | 第43回 6区-区間3位 36分59秒 | 第88回 ― - ― 出走なし            |
| 2年生 （2012年度） | 第24回 ― - ― 出走なし      | 第44回 ― - ― 出走なし       | 第89回 3区-区間3位 1時間05分55秒 |
| 3年生 （2013年度） | 第25回 1区-区間賞 23分25秒 | 第45回 1区-区間賞 42分38秒  | 第90回 1区-区間2位 1時間01分36秒 |
| 4年生 （2014年度） | 第26回 ― - ― 大会中止      | 第46回 4区-区間賞 41分01秒  | 第91回 1区-区間賞 1時間02分00秒  |

### 全日本実業団駅伝
| 年(回)           | 区間 | 区間順位 | 記録          |
| ---------------- | ---- | -------- | ------------- |
| 2016年（第60回） | 1区  | 区間6位  | 35分29秒      |
| 2018年（第62回） | 5区  | 区間4位  | 48分21秒      |
| 2019年（第63回） | 4区  | 区間9位  | 1時間05分49秒 |
| 2021年（第65回） | 4区  | 区間2位  | 1時間04分14秒 |
| 2022年（第66回） | 4区  | 区間26位 | 1時間06分13秒 |
| 2024年（第68回） | 7区  | 区間11位 | 48分52秒      |

## マラソン全成績
| 年月           | 大会                                      | 順位 | 記録          | 備考                                                                                   |
| -------------- | ----------------------------------------- | ---- | ------------- | -------------------------------------------------------------------------------------- |
| 2018年03月04日 | 第73回びわ湖毎日マラソン                  | 7位  | 2時間10分51秒 | 初マラソン・日本男子首位・MGCシリーズ第5弾（2020年東京オリンピックマラソン代表選考会） |
| 2018年09月16日 | ベルリンマラソン                          | 4位  | 2時間08分16秒 | 自己記録更新・日本男子首位                                                             |
| 2019年03月03日 | 東京マラソン2019                          | 15位 | 2時間14分52秒 | MGCシリーズ第9弾                                                                       |
| 2019年09月15日 | マラソングランドチャンピオンシップ（MGC） | 優勝 | 2時間11分28秒 | 東京オリンピック男子マラソン選考会・日本代表内定                                       |
| 2021年08月08日 | 東京オリンピックマラソン                  | 62位 | 2時間22分23秒 | 日本人2位                                                                              |
| 2024年08月25日 | 北海道マラソン2024                        | 優勝 | 2時間15分36秒 |                                                                                        |